# Luc Millecamps
Luc Millecamps (Waregem, 10 september 1951) is een voormalig profvoetballer uit België. Tevens is hij politiek actief voor de CD&V.

## Voetbalcarrière
Luc was samen met zijn broer Marc Millecamps speler in KSV Waregem. Vanaf zijn 12 jaar tot zijn 35 speelde hij voor KSV Waregem, ook wel Essevee genoemd. Hij speelde hier als libero. Ook behaalde hij 35 selecties voor het Belgisch voetbalelftal. Dit had hij te danken aan het feit dat hij een sterke voorstopper was. In de volksmond zegt men nog steeds "Lukie liet niemand passeren" Met het Belgisch voetbalelftal bereikte hij de finale van EK 1980 in Italië. Hij was er ook bij toen de Rode Duivels de historische winst maakten tegen Argentinië met Maradona in WK 1982 onder leiding van bondscoach Guy Thys. Na zijn carrière bij Waregem, was hij een tijdlang speler-trainer van Izegem en 2 jaar van KSC Wielsbeke.

## Politieke carrière
Hij groeide op in Zulte, waar hij nog steeds woonachtig is. De gemeente van Zultse VV, net over de provinciegrens, waar zijn KSV Waregem in 2001 mee fuseerde. Hier nam hij actief deel aan de politiek en was voorzitter van het OCMW van 2001 tot 2006. Na de lokale verkiezingen van 2006 werd hij schepen van sport, welzijn, huisvesting, tewerkstelling en OCMW, een mandaat dat hij uitoefende tot aan de gemeenteraadsverkiezingen van 2012.

## Privé
Hij is getrouwd en heeft drie dochters en een zoon, die in 2012 overleed.

## Palmares
| Competitie         | Aantal      | Jaren       |
| KSV Waregem        | KSV Waregem | KSV Waregem |
| ------------------ | ----------- | ----------- |
| Beker van België   | 1x          | 1974        |
| Belgische Supercup | 1x          | 1982        |
| België             |             |             |
| Zilver op het EK   | 1x          | 1980        |